# لاسلو لاچوش
لاسلو لاچوش (مجاری: László Lachos; ۱۷ ژانویهٔ ۱۹۳۳ – ۲۰ سپتامبر ۲۰۰۴) بازیکن فوتبال اهل مجارستان بود.